# Forsyth County (Georgie)
Forsyth County je okres ve státě Georgie ve Spojených státech amerických. K roku 2012 zde žilo 187 928 obyvatel. Správním městem okresu je Cumming. Celková rozloha okresu činí 641 km². Vznikl 3. prosince 1831.